# Paulsen-Variante
|   | a | b | c | d | e | f | g | h |   |
| 8 |   |   |   |   |   |   |   |   | 8 |
| 7 |   |   |   |   |   |   |   |   | 7 |
| 6 |   |   |   |   |   |   |   |   | 6 |
| 5 |   |   |   |   |   |   |   |   | 5 |
| 4 |   |   |   |   |   |   |   |   | 4 |
| 3 |   |   |   |   |   |   |   |   | 3 |
| 2 |   |   |   |   |   |   |   |   | 2 |
| 1 |   |   |   |   |   |   |   |   | 1 |
|   | a | b | c | d | e | f | g | h |   |

Grundstellung der Paulsen-Variante
Die Paulsen-Variante ist eine Variante der Sizilianischen Verteidigung, einer Eröffnung im Schachspiel. Sie ist in den ECO-Codes unter den Schlüsseln B40 bis B43 klassifiziert.
Sie entsteht nach den Zügen (siehe auch: Schachnotation):
1. e2–e4 c7–c5

2. Sg1–f3 e7–e6

3. d2–d4 c5xd4

4. Sf3xd4 a7–a6
Dieses System ist insbesondere in deutschsprachigen Ländern nach Louis Paulsen benannt, einem Schachtheoretiker. In slawischen Ländern wird sie oft nach Ilja Kan benannt, einem russischen internationalen Meister, der sich ebenfalls mit ihr beschäftigte. Zunächst hat sich Louis Paulsen diese Eröffnung ausgedacht, erstmals in der Praxis gespielt wurde sie jedoch von seinem Bruder Wilfried Paulsen, nämlich 1880 in Wiesbaden gegen Winawer, ein Jahr später gewann er in Berlin gegen Zukertort.
Der schwarze Aufbau ist ausgesprochen flexibel. Dies erlaubt dem Nachziehenden abzuwarten, wie sich Weiß aufbaut, um dann darauf zu reagieren. Er muss jedoch darauf achten, dass sein Entwicklungsrückstand nicht zu groß wird. 
Weiß hat große Freiheit bei der Wahl seiner Züge, da kein Druck auf sein Zentrum ausgeübt wird. Eine wichtige Option ist c2–c4, der sogenannte Maróczy-Aufbau, der aus dem beschleunigten Drachen bekannt ist. Weiß kann entweder sofort 5. c2–c4 spielen oder auch erst nach ein paar Zügen. Die Variante wurde Ende des 20. Jahrhunderts auch im Spitzenschach immer beliebter. Systeme mit c2–c4 sind im Gegensatz zu solchen mit 5. Sb1–c3 kaum ausanalysiert. Sie verlaufen meist ruhig und positionell.
- 5. Lf1–d3 ist die heutige Hauptfortsetzung. Es entwickelt eine Figur, bereitet die kurze Rochade vor und behält die Möglichkeit zu späterem c2–c4. Sg8–f6 6. 0–0 6. e4–e5 verliert wegen 6. … Dd8–a5+, gefolgt von ...Da5xe5+ einen Bauern. 5. … Lf8–c5 greift jetzt aber den ungedeckten Sd4 an. 6. Sd4 -b3 Lc5–a7

- 5. c2–c4 der Maróczy-Aufbau
- 5. Sb1–c3

Nach 5. Sc3 Dc7 steht die schwarze Dame auf einem günstigen Feld. 6. g3, 6. Ld3 und 6. Le2 streben nun die 0–0 an. Z. B. 6. Le2 Sf6 7. 0–0 Sc6 8. Le3 Lb4 9. Sa4 (schielt nach b6) Le7 10. Sxc6 bxc6 11. Sb6 Tb8 12. Sxc8 Dxc8 13. e5 Sd5 14. Lc1 Lc5 15. c4 Se7 16. b3 Dc7 17. Lb2
Mit 5. … Sc6 leitet Schwarz in die Taimanow-Variante über.
5. … b5 6. Ld3 b4? 7. Sa4 Da5 8. b3 d6 9. 0–0 Ld7 10. a3! (10. … Lxa4? 11. axb4) bxa3 11. Lxa3